# Dabangg 2
Dabangg 2 è un film del 2012 diretto da Arbaaz Khan.
Si tratta del sequel di Dabangg (2010) ed ha avuto il sequel Dabangg 3 (2019).

## Colonna sonora
1. Rahat Fateh Ali Khan, Shreya Ghoshal, Shadab Faridi – Dagabaaz Re – 4:47
2. Mamta Sharma, Wajid, Shreya Ghoshal – Pandeyjee Seeti – 4:17
3. Mamta Sharma, Wajid – Fevicol Se – 4:49
4. Sonu Nigam, Tulsi Kumar – Saanson Ne – 4:49
5. Sukhwinder Singh – Dabangg Reloaded – 4:05
6. Mamta Sharma, Wajid, Shreya Ghoshal – PandeyJee Seeti Remix – 4:29
7. Mamta Sharma, Wajid – Fevicol Se Remix – 4:17
8. Sukhwinder Singh – Dabangg Reloaded Remix – 4:04
9. Wajid – Kaise Bani – 1:15